# Арсамаки
Арсамаки — деревня в Гусь-Хрустальном районе Владимирской области, входит в состав сельского поселения «Посёлок Анопино».

## География
Во второй половине XVII — первой половине XVIII веков деревня входила в Лиственский стан Владимирского уезда Замосковного края Московского царства.
Расположена в 15 км к северу от города Гусь-Хрустального. Через деревню проходит автодорога Р-132 «Золотое кольцо».
В 1,5 км к юго-востоку от деревни расположено урочище Покров, на территории которого находится действующее кладбище с заброшенным православным храмом Покрова Пресвятой Богородицы (1825).

## История
С 1861 года деревня являлась центром Моругинской волости Судогодского уезда, с 1926 года — центр Арсамакинской волости.
С 1929 года деревня являлась центром Арсамакинского сельсовета Гусь-Хрустального района, с 1971 года — в составе Вашутинского сельсовета, с 2005 года — в составе Муниципального образования «Посёлок Анопино».

## Население
| 1859 | 1905 | 1926 | 2002 | 2010 | 2021 |
| ---- | ---- | ---- | ---- | ---- | ---- |
| 248  | ↗250 | ↗362 | ↘17  | ↘15  | ↗21  |